# Siwa (Kama)
Die Siwa (russisch Сива) ist ein 206 km langer rechter Nebenfluss der Kama im europäischen Teil Russlands.

## Beschreibung
Die Siwa entspringt im Norden des Rajons Tschastyje im Süden der Region Perm, etwa 100 km südwestlich der Regionshauptstadt Perm. Von dort fließt sie zunächst in Richtung Nordosten, biegt aber schon bald in einer weiten Linkskurve in westliche und südwestliche Richtungen ab.
Nach der Einmündung der Tschornaja wendet sich der Fluss nach Süden und erreicht rund 20 km später die Grenze zur Republik Udmurtien, wo der Lyp einmündet. Nun fließt die Siwa in vorwiegend südliche Richtungen durch den Osten Udmurtiens.
Bei Wotkinsk mündet die Wotka ein. Die Siwa fließt nun fast parallel zum Westufer des Wotkinsker Stausees, zu dem die Kama aufgestaut wurde. Wenige Kilometer unterhalb der Stauanlage erreicht die Siwa an der Grenze Udmurtiens zur Region Perm die Kama.
Die Siwa wird hauptsächlich von Schmelzwasser gespeist und ist durchschnittlich von der zweiten Oktoberhälfte bis in den April gefroren.